# Mihail Bălănescu
Mihail Bălănescu (n. 9 noiembrie 1922, Tohani - d. 20 octombrie 2018, București) a fost un inginer și fizician român, director tehnic al Institutului de Fizică Atomică, viceguvernator al International Atomic Energy Agency (AIEA) din Viena și membru de onoare al Academiei Române.

## Biografie
Copilăria și-o petrece la Tohani (comuna Gura Vadului). Urmează școala primară „Nicu și Cleopatra Bagdat” din localitate, apoi gimnaziul „Tase Dumitrescu” din Mizil și Liceul „Bogdan Petriceicu Hașdeu” din Buzău (1936-1940), unde are ca profesori: "la matematică pe prof. Stancu și Apreotesei, la istorie celebrul istoric Dimitrie Ionescu, la științele naturale celebrul Nazarie și la fizică marele Bianu". La începutul primului an de liceu a locuit la Dumitru Bălănescu, vărul primar al tatălui său și proprietarul tipografiei din strada Tunel, după care s-a mutat la internatul liceului care, la vremea aceea, era unul dintre cele mai moderne din țară și fusese edificat cu sprijinul direct al ministrului instrucțiunii publice, dr. Constantin Angelescu.
În perioada celui de-Al Doilea Război Mondial își face studiile universitare la Facultatea de Construcții - Instalații a Politehnicii din București, pe care a absolvit-o în anul 1945 cu calificativul „Magna cum laude”. După absolvire ajunge inginer la Inspecția de Poduri Cluj, șef de secție la Regionala C.F.R. Oradea, proiectant la Direcția Superioară Politică a Armatei. La 26 de ani, deși foarte tânăr, era deja Director de construcții-investiții în Comitetul de Stat pentru Cultură și Artă (Ministerul Culturii).
În 1949 l-a întâlnit pe acad. Horia Hulubei, cel care i-a fost mentor cea mai mare parte a vieții și cu care a lucrat până la trecerea acestuia în neființă, în 1972. La Institutul de Fizică Atomică, Mihail Bălănescu a parcurs toate treptele ierarhiei până la funcțiile de decizie - inginer șef, director tehnic. Inițial a fost angajat cu jumătate de normă, dar în 1954 era deja angajat permanent al institutului.
În 1958, la vârsta de 36 de ani, a fost arestat deoarece avea o condamnare în contumacie de zece ani de muncă silnică pentru că ajutase cu bani luptătorii din Munții Apuseni pe vremea când era șeful secției de refacere a podurilor de cale ferată din Ardealul de Nord, distruse în cel de-Al Doilea Război Mondial, în vederea restabilirii circulației. În pofida sentinței judecătorești de eliberare pentru lipsă de probe și prescrierea faptelor, este trimis la închisoarea de la Periprava, timp de 4 ani. După ce a fost eliberat, a fost trimis muncitor necalificat la modernizarea termocentralei de la Grozăvești.
Cu ajutorul unor personalități, Mihail Bălănescu a fost numit, într-o primă fază, inginer-șef la Trustul de lucrări speciale din Departamentul Construcții al Ministerului Industriei Chimice (unde a organizat sectorul de tehnică nouă de prefabricate precomprimate, după modelul francez Fressinett). În 1963, Mihail Bălănescu a fost reintegrat la IFA, ca urmare a intervențiilor lui Horia Hulubei și Gheorghe Gaston-Marin, unde a făcut cercetare și management științific. Aici a lucrat ca inginer șef, apoi ca director tehnic și director al Programului național de cercetare-dezvoltare a aplicațiilor tehnicilor și tehnologiilor nucleare.
În paralel, a lucrat la teza de doctorat și a făcut stagii de lucru în laboratoarele Centrelor de Cercetare Nucleare Franceze de la Grenoble și Saclay în Franța. Își susține teza de doctorat în inginerie nucleară la Institutul Politehnic din Timișoara în 1969; lucrările efectuat între 1966-1970 în timpul stagiilor sale de lucru au condus la realizarea a două tehnologii privind betoanele de protecție împotriva radiațiilor gama și a neutronilor folosite în structurile de protecție contra radiațiilor din Franța și din România.
După 1972, sub conducerea lui Ioan Ursu, Institutul de Fizică Atomică cunoaște noi realizări. Până în anul 1984, Mihail Bălănescu a fost director al Programului Național de cercetare și dezvoltarea tehnologică și aplicată a tehnicilor nucleare.
În 1977, Mihai Bălănescu este ambasador extraordinar și plenipotențiar al Republicii Socialiste România în Republica Argentina.
După pensionare, revine în satul natal, la Gura Vadului, unde, tot la ideea lui Horia Hulubei, a înființat o întreprindere mică, "Filtre Aer Curat", și începe să se preocupe de fabricarea filtrelor și sistemelor de purificare a aerului. Pentru început își publică ideile în reviste de specialitate din România, Europa și SUA. Pe baza propriei tehnologii de reținere a aerosolilor radioactivi emiși în mediu de la instalațiile nucleare, inclusiv de la centralele nuclearo-electrice, a dezvoltat, după 1990, singura firmă din România care produce filtre de tip HEPA conform standardelor internaționale.
S-a implicat politic, devenind deputat în legislatura 1990-1992 pe listele Mișcării Ecologiste din România, președinte al Comisiei pentru echilibru ecologic și protecția mediului și, apoi, senator român în legislatura 1996-2000 ales în județul Buzău pe listele Convenției Democrate Române (fiind membru și președinte al filialei județene a PNL), secretar al Comisiei de integrare europeană al celor două camere. De asemenea, în legislatura 1990-1992, Mihail Bălănescu a fost membru în grupurile parlamentare de prietenie cu Australia, Republica Portugheză și Republica Franceză-Adunarea Națională. În legislatura 1996-2000, Mihail Bălănescu a fost membru în grupurile parlamentare de prietenie cu Ucraina și Republica Argentina. În această legislatură, Mihail Bălănescu a fost membru în comisia pentru sănătate publică. 
În perioada 1992–1993 a exercitat un mandat de Guvernator al Agenției Internaționale pentru Energie Atomică de la Viena. În această perioadă, fără a avea acces la documente oficiale, ca urmare a descoperirii unei fiole de 100mg de Plutoniu 239 în patrimoniul Institutului de Reactori Energetici Nucleari de la Colibași, Mihail Bălănescu aduce în atenția publică un controversat proiect de producere a unei bombe atomice românești în perioada anterioară anului 1989.
La propunerea acad. Horia Scutaru, Prezidiul Academiei Române întrunit în 19.10.2011 a aprobat alegerea lui Mihail Bălănescu ca membru de onoare al Academiei Române (14 noiembrie 2011). A fost membru al Fundației „Prof. Dr. C. Angelescu”.
Printre realizările proprii, Mihail Bălănescu enumeră:
- protecția biologică împotriva radiațiilor gama. Primele experimente au fost făcute în cadrul tezei de doctorat, din Franța, ale cărei rezultate le-a comunicat și în SUA. Drept urmare a fost ales membru al Academiei de Științe din New York;
- contribuții la proiectarea și realizarea Centrului Național de Fizică, privind învățământul și cercetarea, realizat pe platforma de la Măgurele;
- activitatea din cadrul Programului Național de cercetare-dezvoltare privind aplicațiile pașnice ale energiei nucleare și participarea la studiile de fundamentare ale unităților din programul energetic nuclear al României.

Pasiunea sa: migdalii.

## Premii
- Premiul Alvin Weinberg pe anul 2004, acordat de American Nuclear Society, acordat pentru inițiativele și contribuțiile în domeniul tehnologiei nucleare și protecției mediului, monitorizate din anul 1964, „pentru contribuții originale în tehnologia nucleară, management științific și protecția mediului intern și internațional” (16 noiembrie 2004).[19][20][21]
- Distincția de merit acordată de Rotary Club Buzău, cu ocazia aniversării centenarului Rotary International (1905-2005), ca semn de apreciere a întregii sale activități în slujba comunității.[2]
- Cetățean de onoare al Municipiului Buzău.[22][23]